# Чево (Бреша)
Чево (итал. Cevo) је насеље у Италији у округу Бреша, региону Ломбардија.
Према процени из 2011. у насељу је живело 761 становника. Насеље се налази на надморској висини од 1072 м.

## Становништво
Према резултатима пописа становништва 2011. у општини је живело 930 становника.
| 1936. | 1951. | 1961. | 1971. | 1981. | 1991. | 2001. | 2011. |
| ----- | ----- | ----- | ----- | ----- | ----- | ----- | ----- |
| 1.637 | 1.765 | 1.797 | 1.614 | 1.259 | 1.151 | 1.030 | 930   |

## Партнерски градови
- Трецо сул'Ада